# Mona Haydar

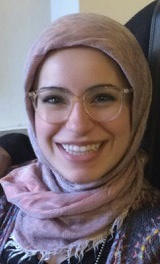
Mona Haydar, 2017

Mona Haydar (arabisch منى حيدر Munā Haidar; * 18. Mai 1988 in Saudi-Arabien) ist eine syrisch-US-amerikanische Rapperin, Poetin und islamische Aktivistin. Bekanntheit erlangte die Muslimin durch ihren Protest-Song Hijabi (Wrap My Hijab).

## Leben
Haydar wuchs in Flint, Michigan auf, nachdem ihre Eltern in 1971 aus Syrien in die USA ausgewandert waren. Sie schrieb erste Gedichte bereits, als sie schreiben lernte. In der ersten Klasse komponierte sie eigene Liedern. Durch ihren kulturellen Hintergrund wuchs sie mit dem Eindruck auf, dass Musik, wie Mona sie machen wollte, nicht normal sei.
In ihrer Jugend machte sie zunächst Spoken Word. Durch einen Studiumsaufenthalt in Damaskus und durch Gespräche mit religiösen Anführern merkte Haydar, dass Hip-Hop-Musik nicht unbedingt ihrem muslimischen Glauben widerspricht. 2015 fing sie an, auch Rap-Musik zu machen.
Als Haydar 2012 eine Freundin durch Suizid verlor, stellte sie ihren eigenen Lebensstil in Frage. Dies brachte sie dazu, Flint, wo sie als Aushilfslehrerin gearbeitet hatte, zu verlassen und nach New Mexico in eine interspirituelle Gemeinschaft namens Lama Foundation zu ziehen. Dort blieb sie für mehrere Jahre, lernte ihren zukünftigen Mann Sebastian kennen und gebar ihr erstes Kind.
Haydar hat einen Masterabschluss in christlicher Ethik vom Union Theological Seminary in New York City, welches sie wählte, um die Geschichte und gegenwärtige Situation US-amerikanischer Frauen besser zu verstehen.

## Karriere
Im Jahr 2015 stellte Mona Haydar gemeinsam mit ihrem Ehemann einen Stand in Cambridge, Massachusetts auf und lud Mitmenschen ein „mit einer Muslima zu reden“. Durch dieses Projekt wollte sie die Konversation mit anderen. Die Idee kam ihr, nachdem Islamophobie als Folge der Terroranschläge in Paris im November 2015 stark zunahm. Ein Video der Aktion, das Mona auf ihrem Instagram-Profil veröffentlichte, erlangte große Bekanntheit und verhalf Haydar zu einem Publikum.
2016 war Haydar in einer Microsoft-Werbung unter dem Motto #SpreadHarmony zu sehen.
Ihre erste Single Hijabi (Wrap My Hijab) wurde 2017 veröffentlicht und war sehr erfolgreich. Billboard nannte den Song einer der „20 besten Protest-Songs von 2017“ und eines der „Top 25 feministischen Hymnen“. Die Lyrics mit dem Wortspiel „wrap my hijab“ sowie das Musikvideo räumen mit bestehenden Stereotypen gegenüber Frauen die Hijab (englische Transkription von Hidschab) tragen auf und soll Menschen zu mehr Offenheit veranlassen. Der Erfolg der Single war der Anfang Haydars Rap-Karriere. 2019 hatte das Video mehr als 6 Millionen Aufrufe auf YouTube.
In ihrer zweiten Single Dog mit Jackie Cruz, bekannt durch die Serie Orange Is the New Black, rappt Haydar über Gewalt an Frauen und der Idee eines globalen Patriarchats.
Ihr Song Suicide Doors erzählt von einer von Haydars besten Freundinnen, die Suizid begangen hat. Das Lied soll aber auch die öffentliche Debatte um psychische Gesundheit weiterführen. Haydar fügt zudem hinzu: „Wir müssen aufhören über psychisches Wohlbefinden zu reden, als ob es nur etwas für weiße Menschen wäre.“
2018 war Haydar in Katie Courics National-Geographic-Show America Inside Out zu hören und sprach neben Couric auf dem Medienfestival SXSW. Am 28. März 2018 wurde sie in den CBS Abendnachrichten aufgrund ihrer „Widerstandsmusik“ interviewt.
Ihre EP Barbarican veröffentlichte Haydar 2018 und erfreute sich an positiven Rezensionen.

## Diskografie

### EPs
- Barbarican (2018)

### Singles
- Hijabi (Wrap My Hijab) (2017)
- Dog (2017)